# Luhovițî
Luhovițî (ru. Лухови́цы) este un oraș din Regiunea Moscova, Federația Rusă, situat pe râul Oka, la o distanță de 135 km SE de Moscova și are o populație de 32.403 locuitori.